# Vierteljahresschrift für Heilpädagogik und ihre Nachbargebiete

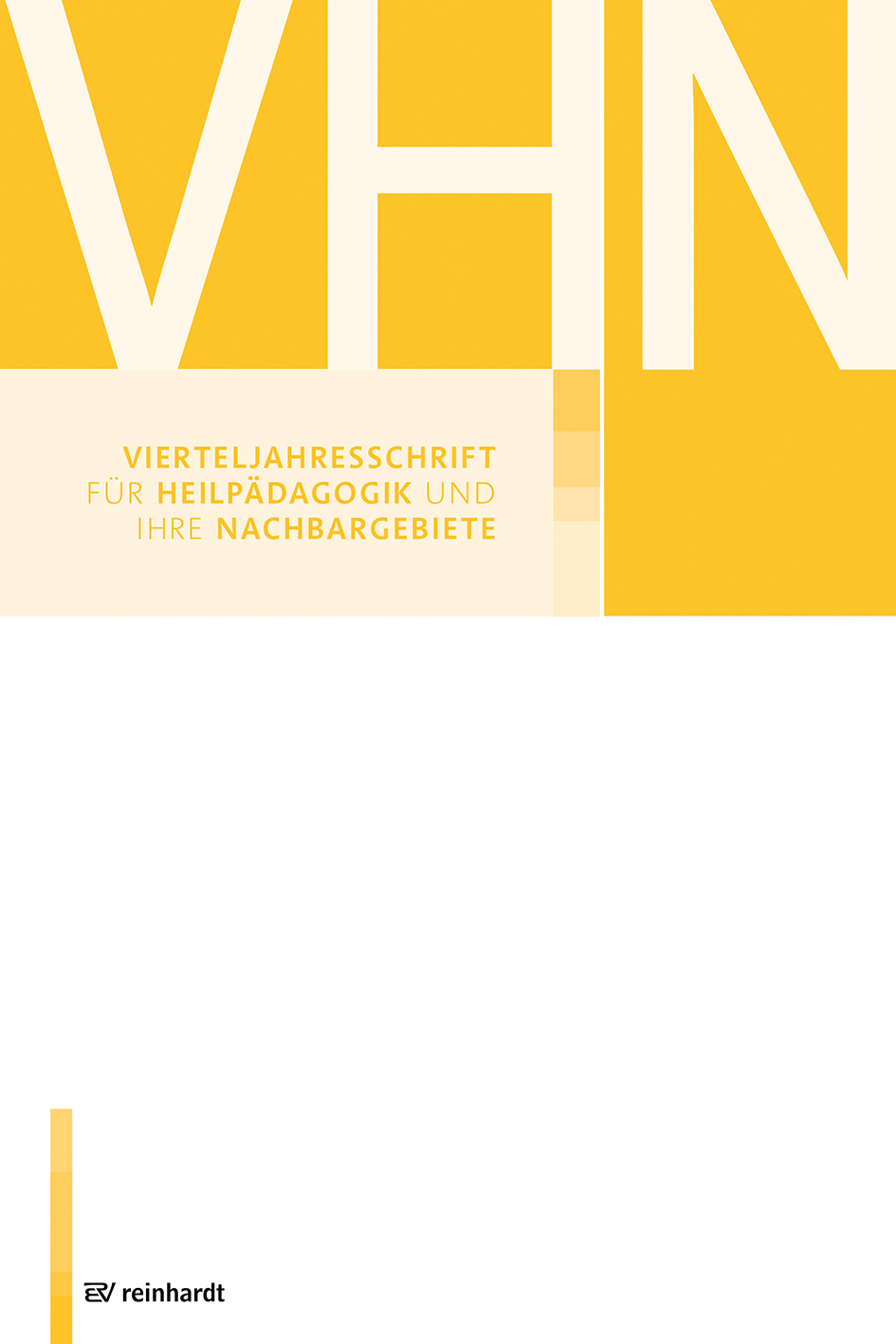
Cover der VHN

Die Vierteljahresschrift für Heilpädagogik und ihre Nachbargebiete (Abkürzung VHN) ist eine 1932 gegründete wissenschaftliche Zeitschrift, deren Fokus auf Vermittlung von allen Bereichen der schulischen und außerschulischen Heilpädagogik unter Einbezug ihrer Nachbarwissenschaften sowie optimale Verschränkung von Theorie und Praxis liegt. Sie erscheint seit 2004 vierteljährlich im Ernst Reinhardt Verlag.

## Inhalt
Die Vierteljahresschrift für Heilpädagogik und ihre Nachbargebiete ordnet sich mit integrativer Zielsetzung in die Erziehungswissenschaft ein und verbindet die Einzeldisziplinen der Heil- und Sonderpädagogik zu einer Einheit. Sie überwindet die Grenze zwischen Sonderpädagogik in der Schule und Heilpädagogik außerhalb der Schule. Sie berücksichtigt heilpädagogisch bedeutsame Beiträge aus anderen erziehungswissenschaftlichen Disziplinen sowie aus Nachbargebieten wie Psychologie, Soziologie, Sozialarbeit, Psychiatrie, Medizin und Rechtswissenschaft. 
Ihre Beiträge sind trotz Spezialisierung von allgemeinem heilpädagogischen Interesse. Ein Peer-Review-Verfahren (ab 2005) garantiert die wissenschaftliche Qualität der Fachbeiträge. Sie sind in einer für alle Zielgruppen verständlichen Sprache abgefasst. Besondere Rubriken gehen auf Trends in Theorie und Forschung sowie auf aktuelle Herausforderungen in Wissenschaft, Praxis und Politik ein. Die VHN geht Kooperationen mit Partnerorganisationen ein, welche ihrer Zielsetzung nahestehen. 
Zielgruppen sind Lehrende, Forschende und Studierende aller Bereiche der Heil- und Sonderpädagogik an Universitäten, Pädagogischen Hochschulen, Fachhochschulen und Fachschulen, in und außerhalb der Schule tätige Heilpädagogen, Sonderschullehrer, Heilerziehungspfleger, Logopäden, Sozialpädagogen, Kinder- und Jugendpsychologen, Sozialarbeiter und alle weiteren Berufe in der Behindertenhilfe und in inklusiven Settings.

## Geschichte
Die VHN hieß ursprünglich „Heilpädagogische Werkblätter“ und ist die älteste wissenschaftliche Fachzeitschrift für Sonder- und Heilpädagogik, deren erste Ausgabe im März 1932 am Institut für Heilpädagogik Luzern (Schweiz) erschien. Dieses auf Beratung und Dokumentation für praktische heilpädagogische Institutionen ausgerichtete Institut stand in enger Beziehung zur Universität Freiburg (Schweiz). Die Professoren für Heilpädagogik an der Universität Freiburg hatten bis Ende der siebziger Jahre auch die Direktion des Instituts in Luzern inne. 1971 erachtete der damalige Inhaber des Lehrstuhls für Heilpädagogik an der Universität Freiburg und gleichzeitige Direktor des Luzerner Instituts Professor Eduard Montalta eine Umstrukturierung und Neuausrichtung der Zeitschrift für angebracht. Die „Heilpädagogischen Werkblätter“ bekamen ein neues Gewand und wurden ab ihrem 40. Jahrgang im Hinblick auf das viermalige Erscheinen pro Jahr in „Vierteljahresschrift für Heilpädagogik und ihre Nachbargebiete“ mit der bald allgemein bekannten Abkürzung VHN umgetauft. In den folgenden Jahren entwickelte sich die VHN mehr und mehr zu einer der führenden wissenschaftlichen Fachzeitschriften für Heilpädagogik im deutschsprachigen Raum. Nach der Übernahme des Lehrstuhls für Heilpädagogik an der Universität Freiburg durch  Urs Haeberlin 1979 ging die VHN vollständig an das Heilpädagogische Institut der Universität Freiburg über. Seit 2004 wird sie vom Ernst Reinhardt Verlag verlegerisch betreut.

## Herausgeber und Redaktionsleitung
(Quelle: )
- Tobias Bernasconi
- Andrea Dlugosch
- Wolfgang Dworschak
- Franziska Felder
- Birgit Herz
- Jan Kuhl (geschäftsführend)
- Martin Baumgartner (Redaktionsleitung)